# 乔延春
乔延春（1948年8月—），男，山东龙口人，中华人民共和国政治人物，曾任临沂市人民政府市长，中共临沂市委书记，山东省政协副主席。